# Trombidium
Genre
Trombidium est un genre de gros acarien, de couleur généralement rouge vermillon à rouge brique et dont la cuticule est soyeuse, de la famille des Trombidiidae.

## Liste des espèces
Selon Fauna Europaea :
- Trombidium breei
- Trombidium brevimanum
- Trombidium cancelai
- Trombidium carpaticum
- Trombidium dacicum
- Trombidium daunium
- Trombidium fturum
- Trombidium fuornum
- Trombidium geniculatum
- Trombidium heterotrichum
- Trombidium holosericeum — Trombidion soyeux
- Trombidium hungaricum
- Trombidium kneissli
- Trombidium latum
- Trombidium mastigotarsum
- Trombidium mediterraneum
- Trombidium meyeri
- Trombidium monoeciportuense
- Trombidium parasiticum
- Trombidium poriceps
- Trombidium pygiacum
- Trombidium raeticum
- Trombidium rhophalicus
- Trombidium rimosum
- Trombidium rowmundi
- Trombidium semilunare
- Trombidium susteri
- Trombidium teres
- Trombidium toldti